# Station Böblingen
Station Böblingen is een spoorwegstation in de Duitse plaats Böblingen.  Het station werd in 1879 geopend. 